# Gare de Nouvelle
La  gare de Nouvelle est une gare ferroviaire du Chemin de fer de la Gaspésie (ligne de Matapédia à Gaspé). Elle est située rue de la Gare à Nouvelle dans la région Gaspésie–Îles-de-la-Madeleine et la province de Québec au Canada. 
La desserte par des trains Via Rail Canada est suspendue depuis 2013, du fait du mauvais état de la ligne.

## Situation ferroviaire
Établie à 17 mètres d'altitude, la gare de Nouvelle est située sur la ligne de Matapédia à Gaspé, entre les gares de Matapédia, terminus, et Carleton, en direction du terminus de Gaspé.

## Service des voyageurs

### Desserte
Le service des voyageurs est suspendu depuis 2013 du fait du mauvais état de la ligne. Les travaux de réhabilitation de la voie sont en cours, la réouverture est prévue en 2025.